# Kapillarlecksyndrom
Das Kapillarlecksyndrom, auch Clarkson-Syndrom genannt, ist eine sehr seltene schwerwiegende Erkrankung mit einem generalisierten Ödem. Es wird durch eine erhöhte Durchlässigkeit der Kapillargefäße verursacht, die ein Austreten von Plasma und Plasmaproteinen in das Interstitium zur Folge hat.
In der anglo-amerikanischen Fachliteratur wird das Kapillarlecksyndrom als capillary leak syndrome (CLS) oder systemic capillary leak syndrome (SCLS) bezeichnet.

## Pathologie
Das Kapillarlecksyndrom ist durch Intervalle eines schweren hypovolämischen Schocks (Volumenmangelschock) mit generalisiertem Ödem, verbunden mit einer arteriellen Hypotonie mit Bluteindickung (Hämokonzentration) – bedingt durch den Verlust von Plasmawasser – und einer Hypoalbuminämie (verminderte Konzentration des Plasmaproteins Albumin, hier bedingt durch das Übertreten in das Interstitium) ohne Albuminurie, gekennzeichnet. Die Ursache für diese Symptome liegt in einer stark erhöhten Durchlässigkeit der Kapillarwände der Blutgefäße, wodurch es zu einem massiven Austritt von Plasma in das Interstitium kommt. Im Extravasat – das ist die ins Gewebe einströmende Flüssigkeit – sind Makromoleküle bis zu einer molaren Masse von 200 kDa, teilweise bis 900 kDa enthalten.
Jedes Erkrankungsintervall besteht aus zwei Phasen:
- Die sogenannte initiale Phase ist gekennzeichnet durch Bauchschmerzen, Übelkeit, generalisiertes Ödem und arterieller Hypotonie (niedriger arterieller Blutdruck). Diese Symptome dauern etwa ein bis vier Tage an und können zu einem Herzkreislauf-Kollaps führen. Akute Niereninsuffizienz (akutes Nierenversagen) beziehungsweise Tubulusschäden können durch Hypovolämie (zu geringes Blutvolumen) und Rhabdomyolyse (Auflösung der quergestreiften Muskelfasern) entstehen.
- In der zweiten Phase beginnt die extravasierte Flüssigkeit zu wandern. Die extreme intravaskuläre Flüssigkeitsmenge führt zu einer Polyurie (stark erhöhte Urinausscheidung) und kann zu einem Lungenödem (Wasserlunge) führen.

## Pathogenese
Der Pathomechanismus, der zum Kapillarlecksyndrom führt, ist noch weitgehend unklar. Für die erhöhte Durchlässigkeit der Kapillaren werden bestimmte Zytokine, wie beispielsweise Interleukin-2 (siehe auch: Vascular-Leak-Syndrom), Leukotriene oder die Apoptose (programmierter Zelltod) der Endothelzellen diskutiert. 2010 wurde erstmals über einen Patienten mit einer eindeutigen familiären Vorbelastung berichtet, so dass es möglicherweise auch genetische Ursachen für die Erkrankung gibt.
Bei etwa 82 Prozent der Patienten liegt eine monoklonale Gammopathie, meist vom Subtyp IgG, vor. Einige Ärzte sind der Meinung, dass bereits die monoklonale Gammopathie pathogen sei, auch wenn kein Anzeichen einer Amyloidose, das heißt einer Anreicherung von abnorm veränderten Proteinen im Interstitium, vorliegt.

## Inzidenz
Das Kapillarlecksyndrom ist eine sehr seltene Erkrankung. Weltweit wurden bis 2002 nur 57 Fälle beschrieben. Das Alter der Erkrankten lag zwischen 9 und 67 Jahren, der Mittelwert bei 46 Jahren. Männer waren genauso oft wie Frauen betroffen. Bisher (Stand 2010) wurden vier Fälle bei Kindern beschrieben.

## Therapie
Aufgrund der sehr geringen Anzahl klinisch bekannter Fälle gibt es keine Standardtherapie zur Behandlung des Kapillarlecksyndroms.
Als prophylaktische Behandlungsmethoden wurden Terbutalin und Theophyllin teilweise erfolgreich mit angewendet. Die mehr chronische Form des Kapillarlecksyndroms ist offensichtlich mit Glucocorticoiden, wie beispielsweise Prednison, Diuretika, wie beispielsweise Furosemid, sowie mit Theophyllin gut behandelbar.
Eine eventuell vorhandene monoklonale Gammopathie wird meist intensiv überwacht, da sich daraus ein multiples Myelom entwickeln kann.

## Prognose
Die Fünf-Jahres-Überlebensrate liegt bei etwa 25 %.

## Geschichte
Das Kapillarlecksyndrom wurde erstmals 1960 durch den US-Amerikaner Bayard Clarkson beschrieben. Es wird daher auch als Clarkson-Syndrom bezeichnet.

## COVID-19-Impfstoff
Eine größere mediale Aufmerksamkeit erreichte das Clarkson-Syndrom im April 2021 im Zusammenhang mit einem COVID-19-Impfstoff gegen den Erreger der pandemischen Atemwegserkrankung COVID-19. Nach dem Auftreten mehrerer Fälle nach der Verimpfung des Vektorimpfstoff AZD1222 von AstraZeneca untersucht die EU-Arzneimittelbehörde (EMA) einen möglichen Zusammenhang. Diese Komplikation trat auch beim Vektorimpfstoff Ad26.COV2.S von Johnson & Johnson auf und der Hersteller warnte vor der Impfung, wenn man bereits früher dieses Syndrom hatte. Das Robert Koch-Institut hat bei beiden Impfstoffen dies als sehr seltene aber lebensbedrohliche Nebenwirkung in das Aufklärungsblatt übernommen.

## Weiterführende Literatur
- J. Hollenberg, J. Frykman, L. G. Lundberg, S. Forsberg: A case report of systemic capillary leak syndrome (Clarkson's disease). In: Acta Anaesthesiol Scand 54, 2010, S. 649–652 PMID 20148770.
- Y. S. Lee, S. Y. Kim, C. W. Kwon, H. G. Song, Y. K. Lee, H. J. Kim, D. Y. Zang: Two cases of systemic capillary leak syndrome that were treated with pentastarch. In: The Korean journal of internal medicine. Band 22, Nummer 2, Juni 2007, S. 130–132, doi:10.3904/kjim.2007.22.2.130, PMID 17616032, PMC 2687610 (freier Volltext).
- Varun Dhir, Vivek Arya, Ishwar Chandra Malav, Suryanarayanan BS, Rajiva Gupta, A B Dey: Idiopathic Systemic Capillary Leak Syndrome(SCLS): Case Report and Systematic Review of Cases Reported in the Last 16 years. In: Internal Medicine. 46, 2007, S. 899, doi:10.2169/internalmedicine.46.6129. PMID 17575386 (Review)
- S. Garcês u. a.: Capillary leakage syndrome: a case report and a review. In: Allerg Immunol (Paris) 34, 2002, S. 361–364. PMID 12575619 (Review)
- J. P. Atkinson u. a.: Systemic capillary leak syndrome and monoclonal IgG gammapathy: studies in a sixth patient and review of the literature. In: Medicine 56, 1977, S. 225–239. PMID 870792